# Salakkosaari
Salakkosaari är en ö i Finland. Den ligger i sjön Maavesi och i kommunen Pieksämäki i den ekonomiska regionen  Pieksämäki ekonomiska region  och landskapet Södra Savolax, i den södra delen av landet, 260 km nordost om huvudstaden Helsingfors. Öns area är 0,4 hektar och dess största längd är 100 meter i sydöst-nordvästlig riktning.